# Adolphine von Klitzing

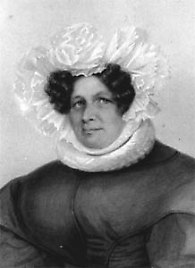
Adolphine von Klitzing

Adolphine von Klitzing (* 27. September 1772 in Schorbus bei Cottbus; † 26. März 1844 in Berlin; vollständiger Name Adolphine Susanne Luise Karoline Johanna von Klitzing) war die Jugendfreundin Heinrich von Kleists.

## Herkunft
Als Tochter der Johanna Charlotte Wilhelmine Regina von Wangelin und des preußischen Generalmajors Karl Kuno Ludwig von Klitzing (1728–1785) wuchs Adolphine auf dem Familiengut Schorbus in der Nähe von Cottbus auf und kam in ihrer Jugend in enge freundschaftliche Beziehung zu Heinrich von Kleist.

## Leben
1791 heiratete sie den preußischen Kriegs- und Steuerrat Christoph Wilhelm von Werdeck (* 9. Januar 1759; † 21. Juni 1817), der ihren geistigen Ansprüchen nicht gerecht wurde und von dem sie sich schließlich 1813 scheiden ließ. Sie hatte eine Tochter Mathilde von Werdeck (* 1. Juni 1812; † 30. September 1888), die später den preußischen Diplomaten Heinrich Friedrich Philipp von Bockelberg (* 11. März 1802; † 28. Dezember 1857) heiratete.
Während der Potsdamer Amtszeit ihres Ehemanns wurde sie enge Vertraute der preußischen Königin Luise; in dieser Zeit und auf mehreren Auslandsreisen kam es zu weiteren intensiven Kontakten zu Heinrich von Kleist und seinem Kreis und zu einem regen Briefwechsel. Heinrich von Kleist hatte in ein Exemplar von Moses Mendelssohns Phädon seiner Freundin Adolphine von Werdeck die folgende Widmung geschrieben:
„Wo die Nebel des Trübsinns grauen, flieht die Teilnahme und das Mitgefühl. Der Kummer steht einsam und vermieden von allen Glücklichen wie ein gefallener Günstling. Nur die Freundschaft lächelt ihm. Denn die Freundschaft ist wahr, und kühn, und unzweideutig. H.K.“
Im Jahre 1815 heiratete Adolphine, nun geschieden, den damaligen preußischen Obersten Karl Friedrich von dem Knesebeck (1768–1848), lebte in Berlin und entwickelte eine rege schriftstellerische Produktion. Die meisten Briefe, Tagebücher und Reisebeschreibungen sind verloren gegangen. Die Berliner Dichterin und Novellistin Helene von Hülsen (1829–1892), Gemahlin des preußischen Offiziers und Theaterintendanten Botho von Hülsen (1815–1886), veröffentlichte in der Wochenschrift Der Bär von Berlin in den Jahrgängen 1889/90 in einer Fortsetzungsfolge Briefe Adolphines von dem Knesebeck aus den Jahren 1825 bis 1840 an Familienangehörige, die ein interessantes Bild der Berliner Hof-, Diplomaten- und Militär-Gesellschaft zeichnen und auch den lebendigen Stil der Jugendfreundin Heinrich von Kleists verdeutlichen. Die Schriftstellerin Hülsen charakterisierte ihre Großtante mit bewundernden Worten:
„Adolfine von dem Knesebeck, geborene von Klitzing, war eine durchaus eigentümliche, in ihrer Art einzige Erscheinung ... Ungewöhnliche Schärfe des Verstandes, Güte des Herzens, eigenartige Lebensverhältnisse und Schicksale hatten diesen Charaktere so originell und scharf ausgeprägt, daß er der Mehrzahl der Fernerstehenden ein unlösbares Problem blieb, und selbst in ihrem engeren Familienkreise oft nicht verstanden wurde. In den Kreisen des Hofes ihres oft beißenden Witzes halber mehr gefürchtet als geliebt und bewundert, zeigte Adolfine von dem Knesebeck ihr warmes, für alle, die sie liebte, so opferfähiges Herz nur wenigen in seinem ganzen Reichtume ...“
In der Vorrede zu der Briefsammlung schilderte Helene von Hülsen sehr beredt die Begegnung ihrer Großtante mit dem damaligen ersten Konsul Bonaparte in Paris – für die Familie ein Ereignis von welthistorischer Bedeutung.

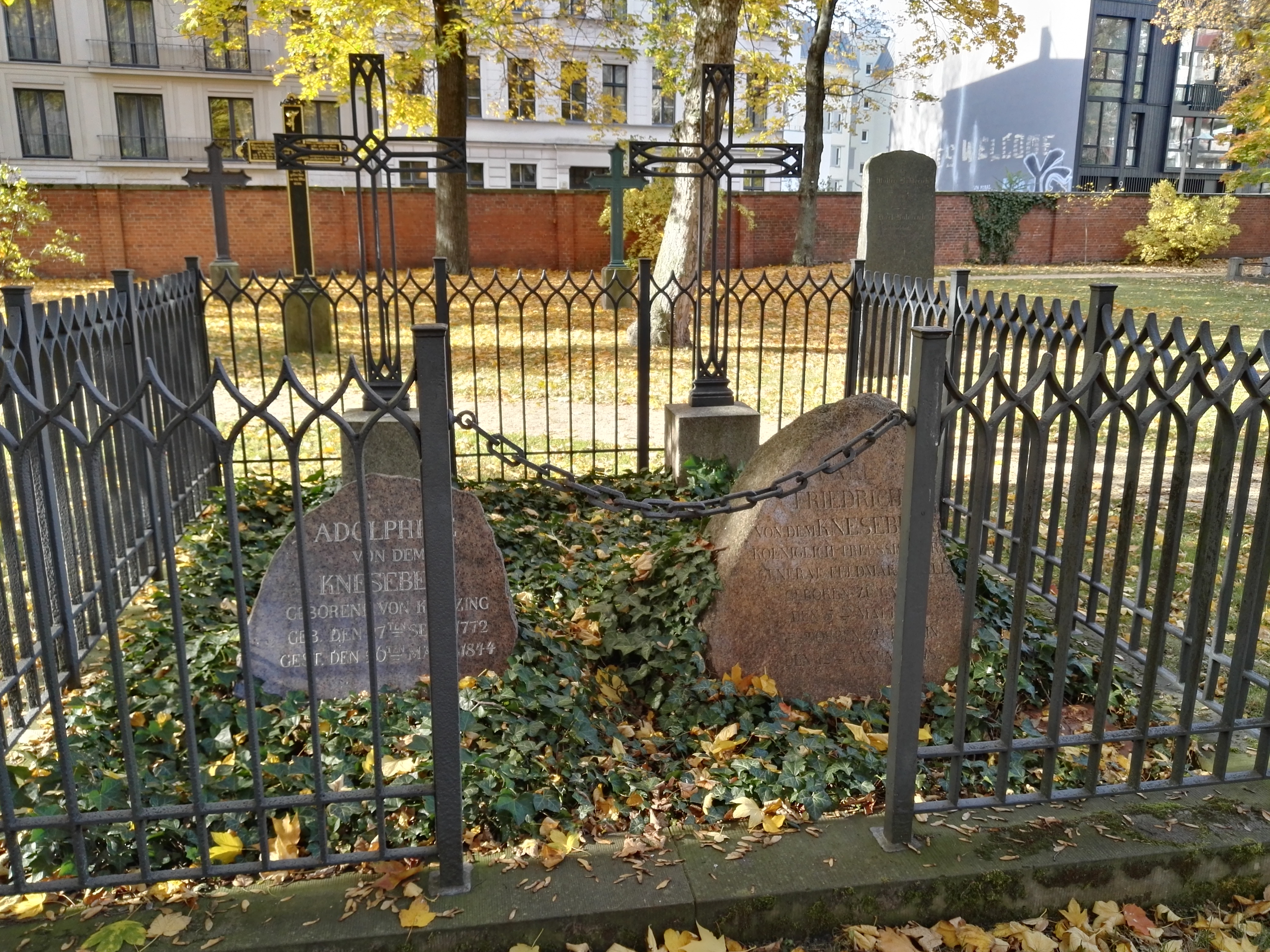
Grabstätte

Sie ist auf dem Alten Garnisonfriedhof in Berlin-Mitte nach ihrem Mann bestattet.